# Volcán de Agua
El Volcán de Agua, también conocido como Hunahpú por los mayas, es un volcán inactivo situado entre los municipios de Santa María de Jesús y Ciudad Vieja, en el departamento de Sacatepéquez; y los municipios de Escuintla y Palín, ambos en el departamento de Escuintla, en el centro-sur de Guatemala. Se encuentra a pocos kilómetros de la ciudad colonial de Antigua Guatemala. Alcanza una altitud de 3766 m s. n. m., y su última erupción data de principios del periodo del Holoceno. En las faldas del volcán hay cultivos de café. Más arriba cultivos de maíz y cerca de la cima hay bosque virgen. En la cima, en el área de concavidad del cráter, se pueden hallar concentraciones de agua  y antenas de telecomunicaciones. La población más cercana a la cumbre es el pueblo de Santa María de Jesús, hasta donde llega la carretera, y de donde generalmente se inicia la ascensión. Para llegar a la cima existen senderos.

## Descripción

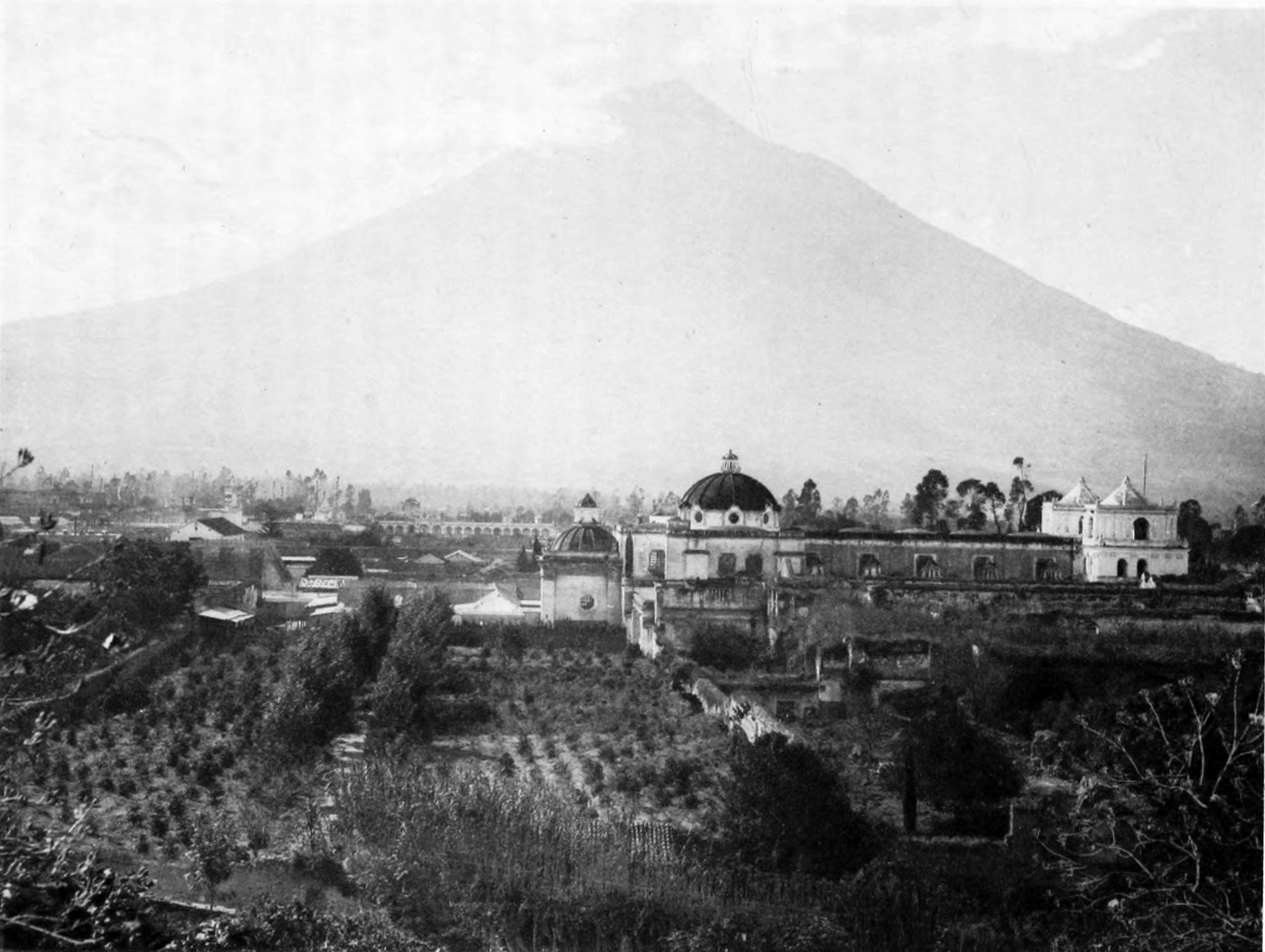
Volcán de Agua en 1895; al frente, la iglesia de La Merced. Fotografía de Alfred Percival Maudslay.

El nombre español del volcán, proviene de la corriente de agua y lodo que bajó en el año 1541 del volcán después de tres días de tormenta. Destruyendo el segundo asentamiento de la capital de Guatemala, que se había establecido al norte del moderno pueblo de Ciudad Vieja. Este hecho se recuenta en una novela del siglo xix, La hija del Adelantado, del escritor e historiador guatemalteco José Milla y Vidaurre.
También existe la teoría de que el volcán habría estado activo hasta la llegada de Pedro de Alvarado y sus soldados en 1524 y desde entonces se encontraría inactivo. 
Los indígenas de la región lo conocían como el gran «Hunapú», uno de los dioses en la cosmovisión maya, en la religión original de los pueblos nativos de Guatemala. Los cakchiqueles en la región continúan llamándolo Hunapú, nombre que también le dieron los colonos españoles hasta la aludida devastación de la segunda Ciudad de Santiago de Guatemala. Próximos al coloso volcánico están los picos del volcán de Fuego, activo, y Acatenango, inactivo.  A cierta altura había suficiente hielo como para que los indígenas lo transportaran en sus espaldas hasta Antigua Guatemala o Escuintla en bultos que pesaban hasta 75 kg, pero esto desapareció a principios del siglo XX con el arribo de los refrigeradores.

### Descripción de Domingo Juarros en 1818
El historiador Domingo Juarros describe al volcán en su obra Compendio de la historia de la Ciudad de Guatemala de 1818 como un «célebre y agigantado monte» al sur de Antigua Guatemala y que es llamado «vulgar, impropia y hasta contradictoriamente como Volcán de Agua».  Juarros proporciona las dimensiones del volcán: una falda extendida de dieciocho leguas de circunferencia que ocupa toda la parte meridional del valle y por la que se tienen que recorrer tres o cuatro leguas para llegar a la cima de la montaña.  La actividad agrícola en sus faldas le daba un matiz con cuadros multicolores en donde se cultivaba frijol, maderas, maíz, hortalizados y numerosas flores. Los indígenas ascendían a la montaña para recoger hielo para las ciudades cercanas y había abundante caza y vertientes cristalinas.
La cumbre del volcán, de acuerdo a Juarros, tenía 140 varas castellanas de norte a sur y 120 varas de este a oeste.  El cráter no era plano, sino «cóncavo a modo de caldera» y desde allí se podía divisar perfectamente la ciudad de Antigua Guatemala, Amatitlán y el lago del mismo nombre. Incluso lugares tan distantes como las provincias de Suchitepéquez, Soconusco y hasta los llanos de Chiapas al oeste, y las de Sonsonate, Santa Ana y San Salvador al este; al norte y al sur se pueden divisar los océanos Atlántico y Pacífico, respectivamente.

## Hechos relevantes

### Terremoto e inundación de 1541
Juarros describe que la población no pudo prosperar porque a los catorce años de fundada fue arruinada por «un formidable torrente de agua que bajó del Volcán de Agua el 11 de septiembre de 1541;  el torrente trajo grandes rocas que destruyeron una parte de los edificios y maltrataron al resto». La ciudad quedó destruida y los sobrevivientes a la deriva. La gobernadora Beatriz de la Cueva había muerto en el desastre, que ocurrió poco después de que muriera su esposo, el Adelantado Pedro de Alvarado y ella fuera nombrada gobernadora por el noble Ayuntamiento.  Los pobladores pidieron entonces a Francisco de la Cueva que pusiera a disposición la vara de Adelantado de su difunta hermana y celebró cabildo el 17 y 18 de septiembre, resultando seleccionados el obispo Francisco Marroquín y el propio Francisco de la Cueva como gobernadores interinos.  Los vecinos también quisieron tratar el punto del traslado del poblado a un área alejada del Volcán de Agua, pero no pudieron porque la sesión —que se celebraba en la catedral del pueblo— fue interrumpida por varios temblores que hicieron que los presentes huyeran.

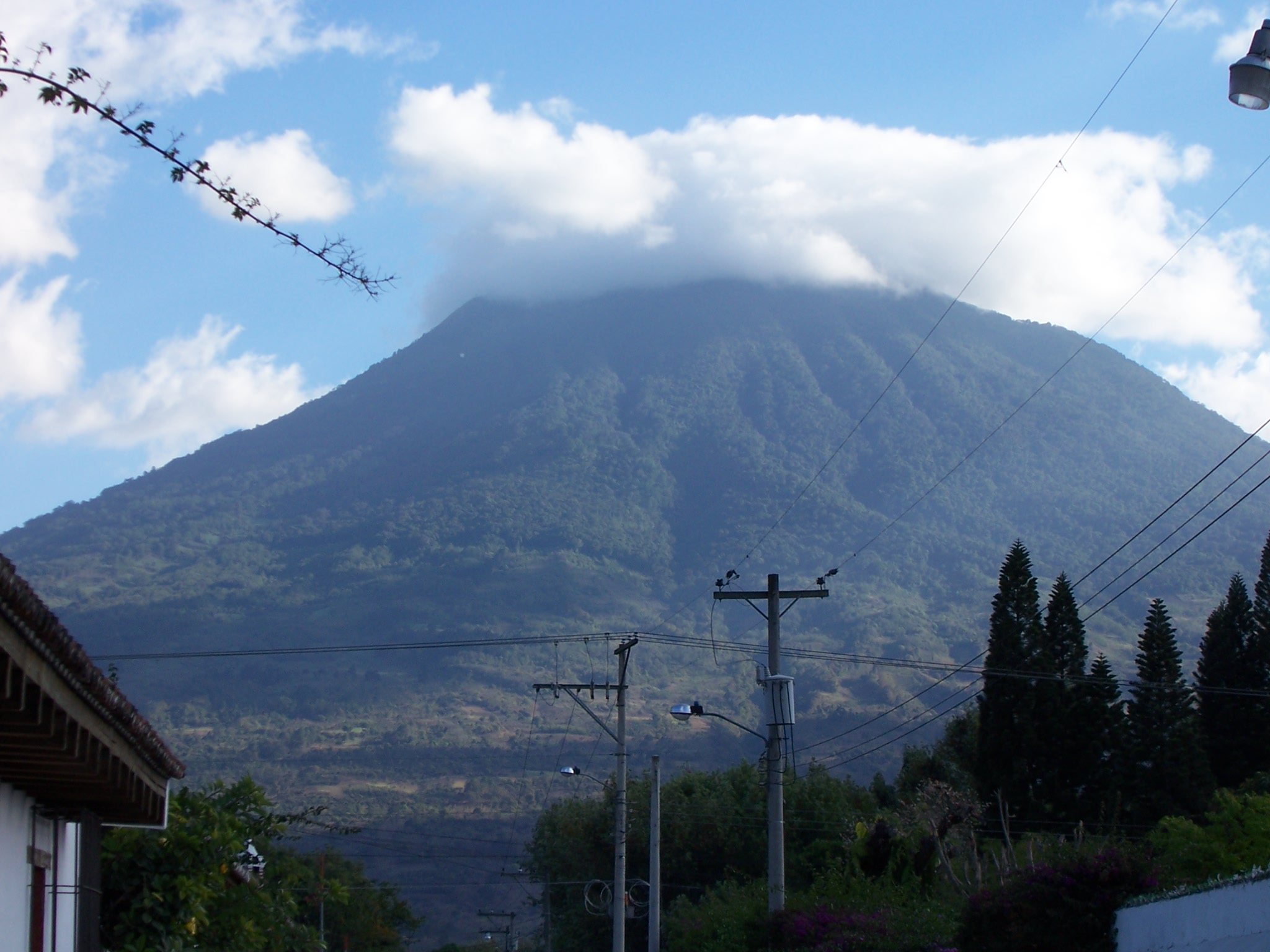
Volcán de Agua tal y como se aprecia desde Ciudad Vieja, en 2007.

El 27 de septiembre se eligió una comisión de dos alcaldes y once ciudadanos para que inspeccionaran el área y recomendaran un nuevo lugar para trasladar allí la ciudad. A los dos días retornaron asegurando que el sitio idóneo era el Valle de Tianguecillo, a donde ordenó el cabildo que se mudaran los pobladores.  Pero, antes de que se realizara el traslado, arribó el ingeniero Juan Bautista Antonelli, constructor de ciudades y villas, quien recomendó que la ciudad fuera trasladada al Valle de Panchoy —o Valle del Tuerto—. Porque «en él se aparta del peligro de los volcanes, que nunca podrán inundarlo, está resguardado al Norte con los cerros que lo rodean. Tiene abundancia de aguas, que naciendo muy altas corren por este valle sobre la faz de la tierra, y se pueden encañar y llevar fácilmente a todas partes. Dicho terreno es llano, y por esto cómodo para la formación de las plazas, calles y casas; y tan dilatado, que por mucho aumento que tome la Ciudad, tendrá suelo donde extenderse, hasta ocho, o nueve leguas de circunvalación.  Además, que dicho sitio en todo tiempo está bañado de Sol. Es tan fértil, que todo el año se ve cubierto de hierba. Por esta parte es bueno para apacentar bestias y ganados. [Finalmente], en sus inmediaciones hay gran proporción para fabricar tejas, ladrillo y adobes, ya que en los cerros que rodean el valle se encuentran canteras a distancia de dos o tres millas; y no lejos se halla la cal y el yeso.»

### Expedición de los esposos Maudslay en 1895
En 1895, el arqueólogo Alfred Percival Maudslay y su esposa Anne Cary Maudslay visitaron Guatemala y ascendieron el volcán, dejando constancia de su aventura.  El ascenso tuvo aproximadamente mil seiscientos metros a partir del poblado de Santa María de Jesús, en donde pasaron la noche. Ya en esa época el camino estaba en buenas condiciones y no había tramos con ascensos pronunciados. Las mulas que montaban perdían el pie en algunos puntos en donde las taltusas habían cavado sus madrigueras, pero sin mayores consecuencias.  La jornada se inició por unos bosques jóvenes, y luego por plantaciones de maíz y durazno e incluso papas, pero esto cambió constantemente conforme avanzaron. Algunas veces se encontraban con la gran mole del volcán de Fuego frente a ellos, con una gran variedad de formaciones nubosas, y en otras oportunidas podían ver la ciudad de Antigua Guatemala. Al llegar a la región donde los indígenas recogían el hielo, los esposos Maudslay fueron envueltos en una nube de rocío y toda la región se hizo cada vez más fría hasta que llegaron a la orilla del cráter. En donde descendieron de sus monturas y caminaron hasta el fondo del mismo, pues el volcán ha estado extinguido por siglos. Con excepción del punto por el que habían ingresado, las paredes del cráter se alzaban hasta cien metros de alto por encima del suelo en el que se encontraban.
La noche fue difícil para los exploradores, quienes reportaron una obscuridad absoluta y un frío intenso con vientos helados. Al amanecer, y con gran dificultad para acostumbrarse al frío y a la falta de oxígeno, escalaron a la orilla del cráter y divisaron numerosas montañas e incluso alcanzaron a observar al este, en la lejanía, el cráter activo del volcán Izalco en El Salvador.  Próximo a ellos se podía observar el Lago de Amatitlán y más próximo aún, el Volcán de Fuego. Lo que más los impresionó, fue la sombra que proyectaba el propio volcán de Agua sobre el de Fuego.  El regreso ocurrió sin novedades y a eso del mediodía estaban de regreso en Santa María de Jesús.
Basada en esta experiencia, Anne Madsley explicó que el agua del cráter del volcán no pudo haber destruido la vieja ciudad de Santiago el 11 de septiembre de 1541. «La causa de esta catástrofe es generalmente atribuida al rompimiento de uno de los bordes de un lago que se habría formado en el cráter del extinto volcán. Examinando el cráter, se advierte que esta no es una explicación probable. Se observa que la apertura que tiene el cráter, está en la dirección opuesta, y por lo tanto el agua que hubiese salido de allí no habría podido afectar al poblado.  Es más, no hay evidencia alguna que demuestre que la porción inferior del cráter —que todavía está intacto— haya albergado grandes cantidades de agua.  De hecho, lo más probable es que se haya acumulado agua en esos tormentosos días en una obstrucción temporal de las profundas ranuras que hay en las pendientes de esta gran montaña. Y posteriormente, un deslizamiento de tierra haya provocado el daño sin que hubiese una erupción o algún acontecimiento sobrenatural, como los reportados por los cronistas de la época».

### Declaración como área protegida
El Volcán de Agua fue declarado una área protegida en 1956 y cubre un área de 12600 ha. El 21 de enero de 2012, doce mil guatemaltecos formaron una cadena humana hasta la cima del Volcán de Agua para protestar contra la violencia doméstica.
En la cumbre del volcán hace frío y puede haber vientos fuertes. La última nevada que ocurrió sobre el volcán, ocurrió en enero de 1967 y se pudo observar que la nieve cubrió la cumbre en su totalidad.

## En la Literatura
El escritor guatemalteco José Milla y Vidaurre escribió la novela La hija del Adelantado en la que describe la vida en la antigua capital de Santiago en los meses anteriores a la inundación que descendió el 11 de septiembre de 1541 de las faldas del Volcán de Agua.

## Galería

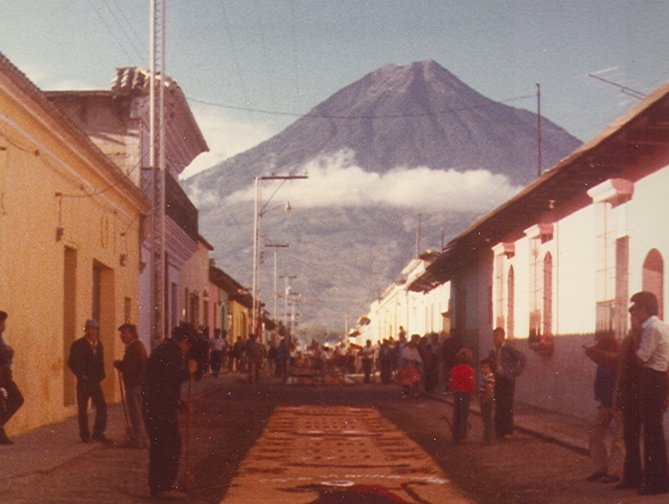
Volcán de Agua visto desde Antigua Guatemala
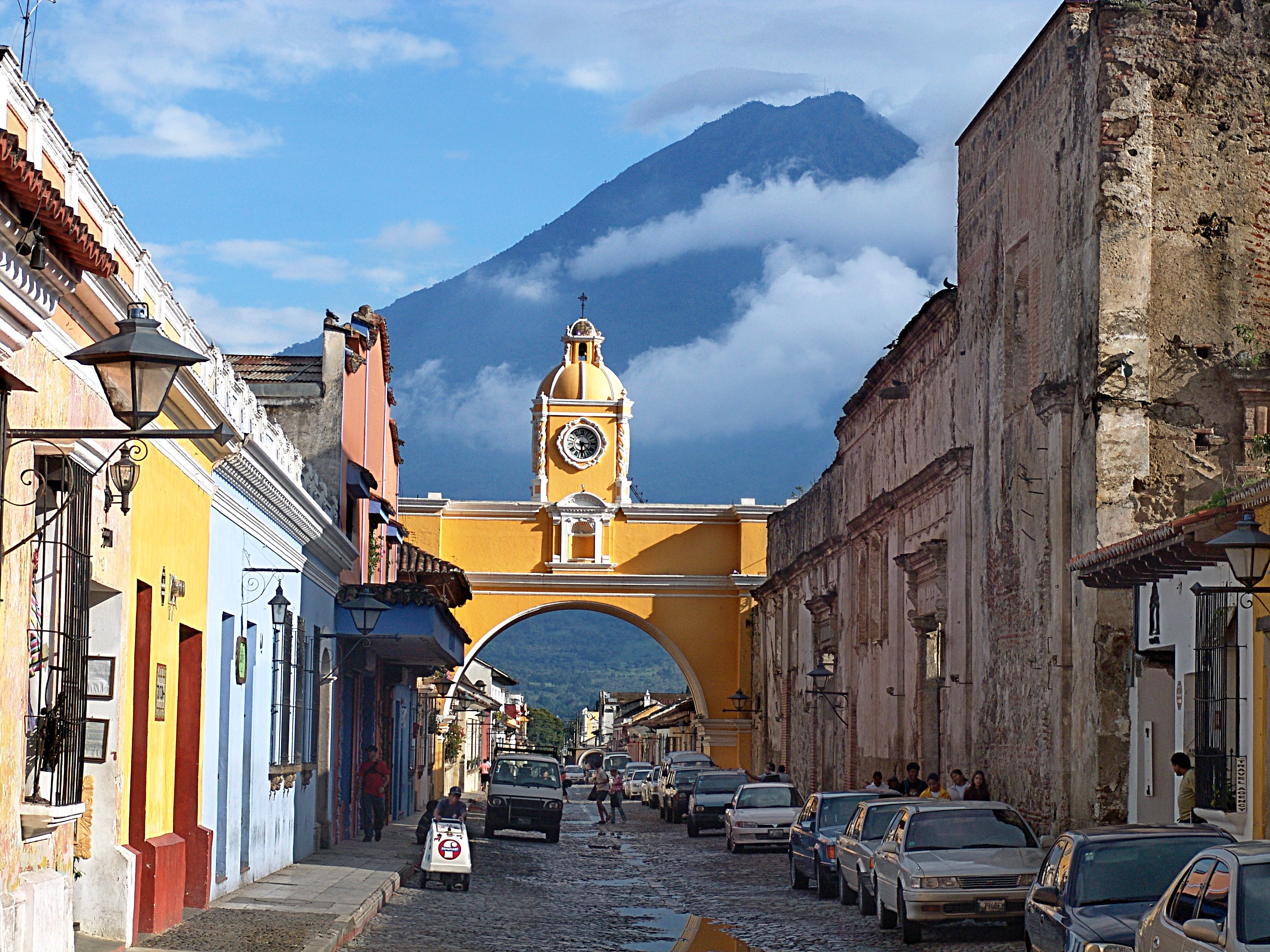
Volcán de Agua atrás del Arco de Santa Catalina
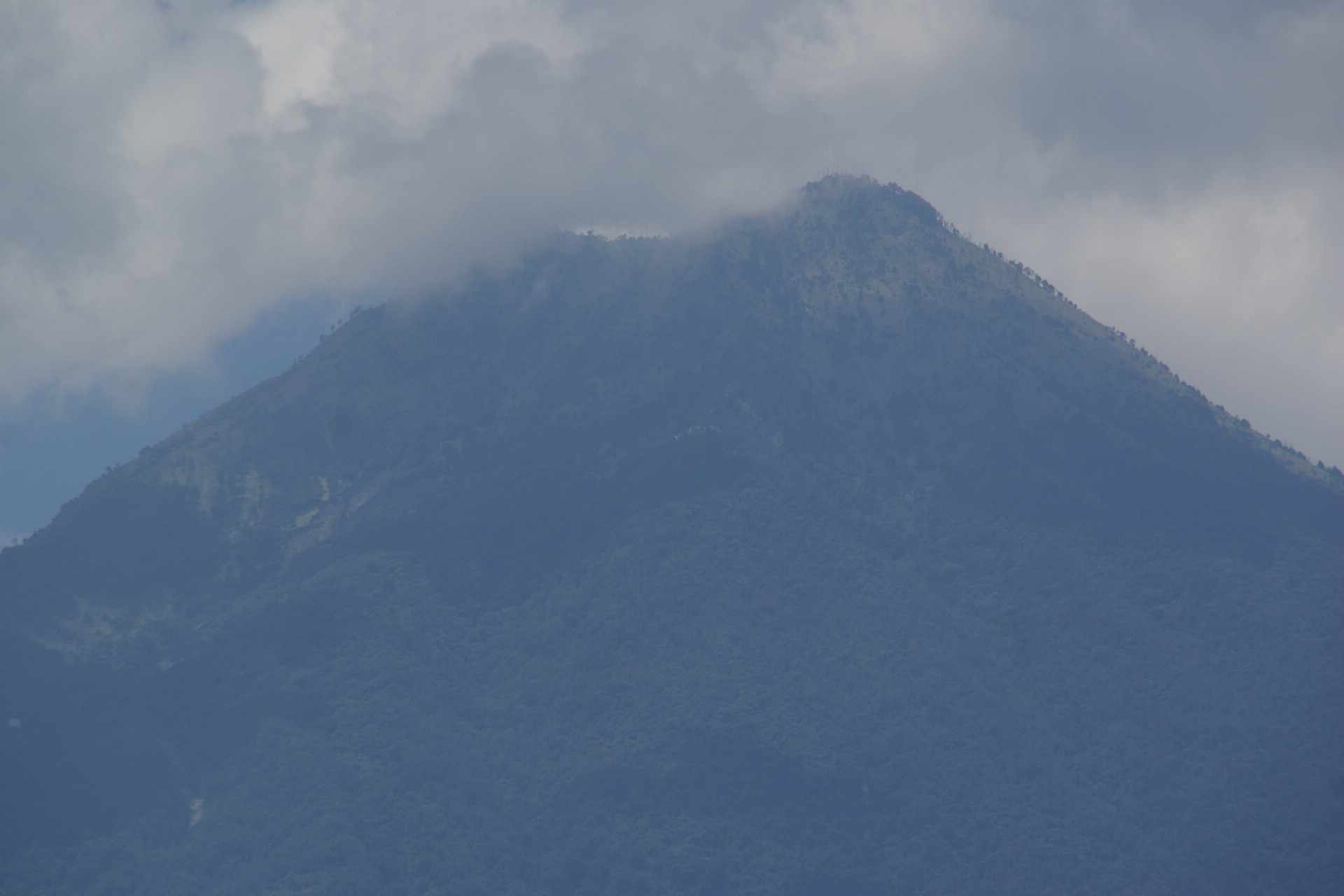
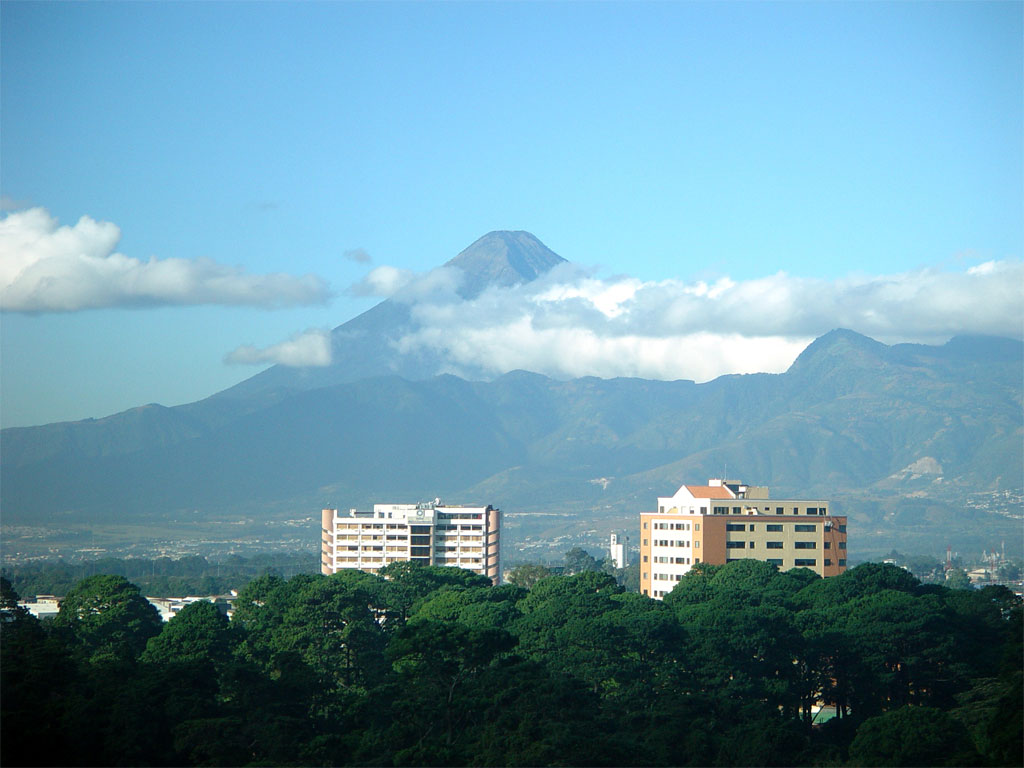
Volcán de Agua visto desde la zona 10 de Ciudad de Guatemala
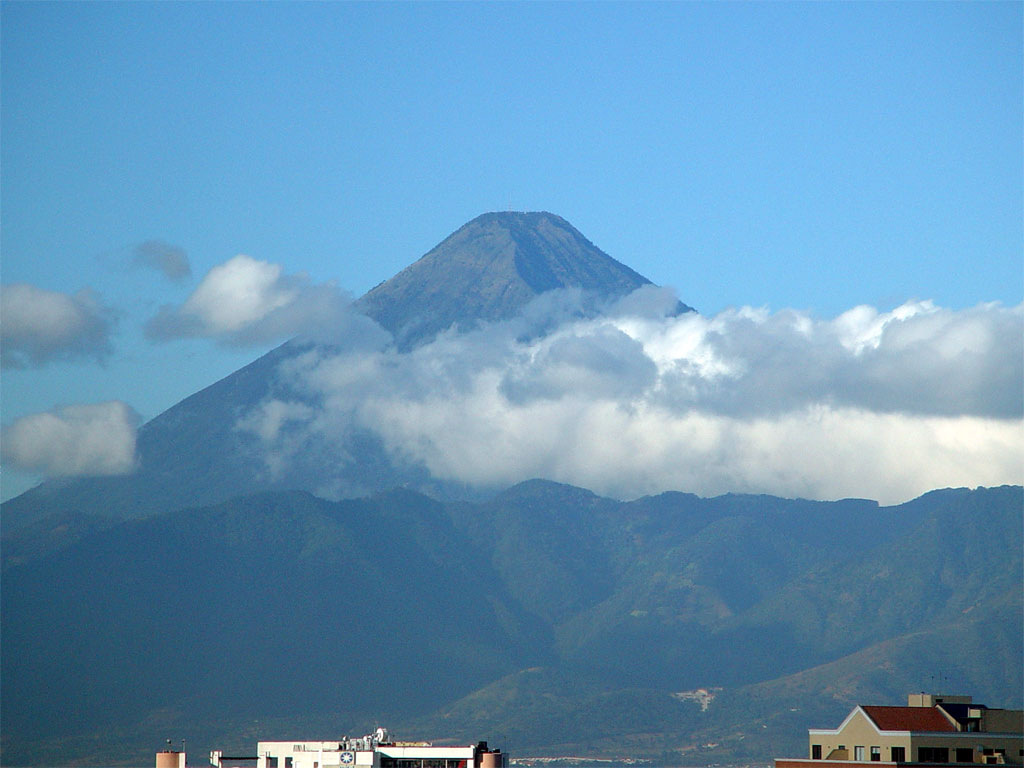
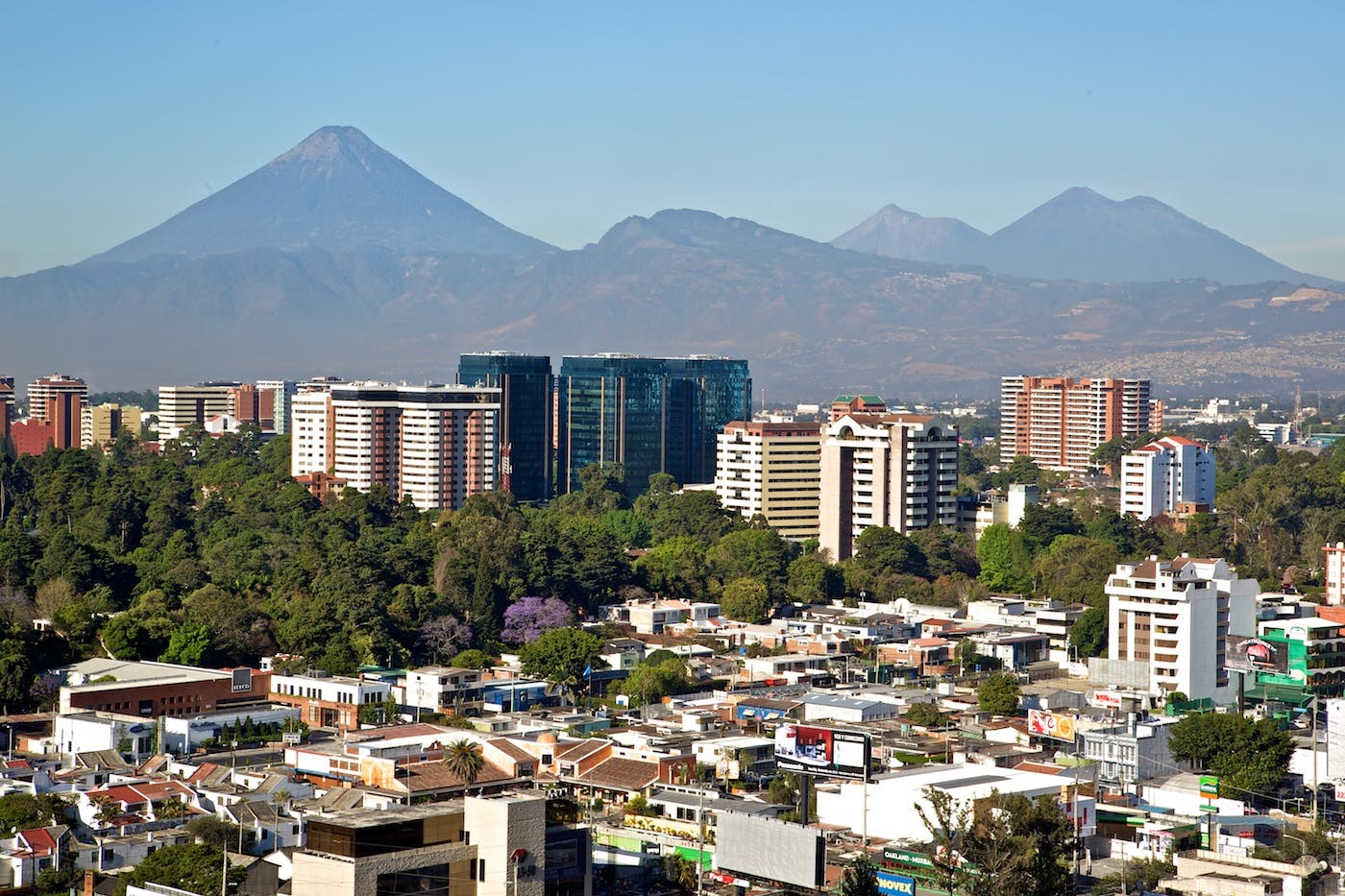
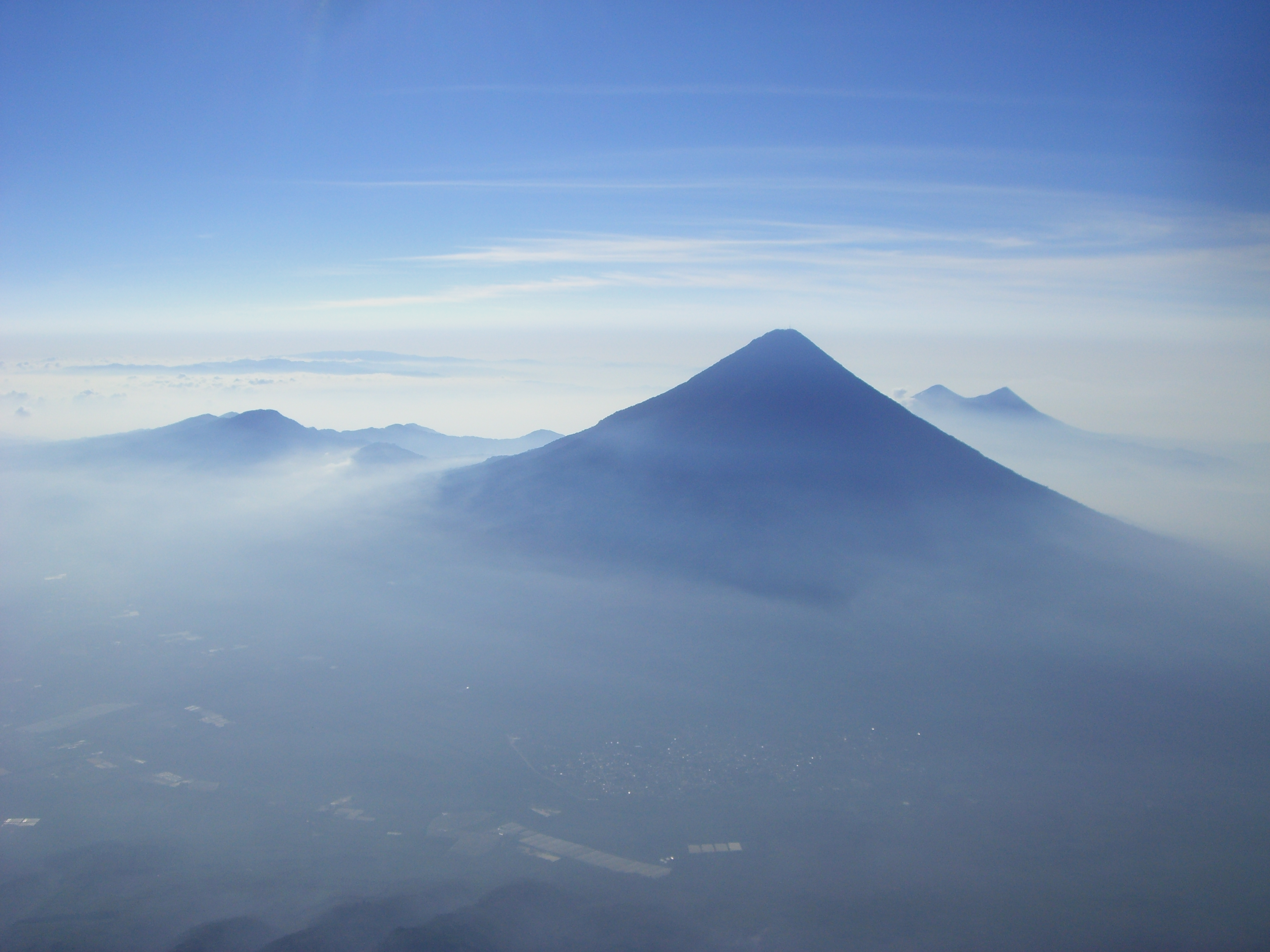